# Evidencia
Evidencia (del latín, ēvidens 'visible, evidente, manifiesto') para una proposición es lo que apoya esta proposición. Suele entenderse como una indicación de que la proposición apoyada es verdadera. El papel que desempeña una determinada evidencia y cómo se concibe qué constituye una evidencia significativa varía de un campo a otro. En la epistemología, evidencia es lo que justifica creencias o lo que hace que sea racional mantener una cierta actitud doxástica. 
Por ejemplo, una experiencia perceptiva de un árbol puede actuar como evidencia que justifica la creencia de que hay un árbol. En este papel, la evidencia suele entenderse como un estado mental privado. Los temas importantes en este campo incluyen las preguntas de cuál es la naturaleza de estos estados mentales, por ejemplo, si tienen que ser proposicionales, y si los estados mentales engañosos todavía deben considerarse como evidencia. En la fenomenología, evidencia se entiende en un sentido similar. Aquí, sin embargo, se limita a la cognición intuitiva, que ofrece acceso inmediato a la verdad y, por lo tanto, es indubitable. En este papel, se supone que proporciona justificaciones últimas para los principios filosóficos básicos y así hace de la filosofía una ciencia rigurosa. Sin embargo, es muy controvertido si evidencia puede cumplir con estos requisitos.
Otros campos, como las ciencias, la medicina y el sistema legal, tienden a enfatizar el carácter público de las evidencias, en contraste con la epistemología. En la filosofía de la ciencia, evidencia se entiende como lo que confirma o desconfirma hipótesis científicas. Las mediciones de la órbita "anómala" de Mercurio, por ejemplo, se consideran evidencia que confirma la teoría de la relatividad general de Einstein. Para desempeñar el papel de árbitro neutral entre teorías en competencia, es importante que la evidencia científica sea pública y no controvertida, como objetos o eventos físicos observables, para que los proponentes de las diferentes teorías puedan acordar sobre cuál es la evidencia. Esto se asegura siguiendo el método científico y tiende a conducir a un consenso científico emergente a través de la acumulación gradual de evidencia. Dos cuestiones para la concepción científica de la evidencia son el problema de la subdeterminación, es decir, que la evidencia disponible puede apoyar las teorías en competencia igualmente bien, y la carga teórica, es decir, que lo que algunos científicos consideran que es la evidencia ya puede involucrar varias suposiciones teóricas no compartidas por otros científicos.
Para que algo actúe como evidencia para una hipótesis, tiene que estar en la relación correcta con ella, lo que se denomina "relación evidencial". Hay teorías en competencia sobre el carácter de esta relación. Los enfoques probabilísticos sostienen que algo cuenta como evidencia si aumenta la probabilidad de la hipótesis apoyada. Según el hipotético-deductivismo, evidencia consiste en consecuencias observacionales de la hipótesis. El enfoque de la instancia positiva afirma que una oración de observación es evidencia para una hipótesis universal si la oración describe una instancia positiva de esta hipótesis. La relación evidencial puede ocurrir en varios grados de fuerza. Estos grados van desde la demostración directa de la verdad de una hipótesis hasta la evidencia débil que es meramente consistente con la hipótesis, pero no descarta otras hipótesis rivales, como en la evidencia circunstancial.

## Naturaleza de la evidencia
En el sentido más amplio, evidencia para una proposición es lo que apoya esta proposición. Tradicionalmente, el término se entiende en un sentido más restringido: como la cognición intuitiva de hechos que se consideran indubitables. Este sentido se encuentra sobre todo en la fenomenología, en la que la evidencia se eleva a uno de los principios básicos de la filosofía proporcionando justificaciones últimas a la filosofía, que se supone que la convierten en una ciencia rigurosa. En un uso más moderno, el significado en el discurso académico coincide con el uso en inglés de "evidence". En este sentido, evidencia desempeña un papel central en la epistemología y en la filosofía de la ciencia. Se hace referencia a evidencia en muchos campos diferentes, como la medicina, el derecho y la historia. Se han realizado varios intentos para conceptualizar la naturaleza de evidencia. Estos intentos suelen partir de intuiciones de un área particular o en relación con un papel teórico de la evidencia y luego intentan generalizar estas intuiciones, lo que conduce a una definición universal de evidencia.
Una intuición importante es que evidencia es lo que justifica creencias. Esta línea de pensamiento suele seguirse en la epistemología y tiende a explicar evidencia con respecto a estados mentales privados, por ejemplo, como experiencias, otras creencias o conocimiento. Esto está estrechamente relacionado con la idea de que la racionalidad de una persona depende de cómo responda a las evidencias. Otra intuición, que es más dominante en la teoría de la ciencia, se centra en evidencia como lo que confirma hipótesis científicas y media entre teorías en competencia. Según este punto de vista, es importante que las evidencias sean públicas para que diferentes científicos puedan tener las mismas evidencias. Por lo tanto, los fenómenos observables públicamente, como los objetos y eventos físicos, son los mejores candidatos para las evidencias, en contraste con los estados mentales privados. Un problema con estos enfoques es que las definiciones resultantes de evidencia varían mucho, tanto dentro de una disciplina cuanto entre disciplinas diferentes, y son incompatibles entre sí. Por ejemplo, no está claro qué tienen en común un cuchillo ensangrentado y una experiencia perceptiva cuando ambos se tratan como evidencia en disciplinas diferentes. Esto sugiere que no existe un concepto único que corresponda a los diversos papeles teóricos atribuidos a las evidencias, es decir, que no siempre nos referimos a lo mismo cuando hablamos de evidencias.
Entre los teóricos de la evidencia más importantes se encuentran Edmund Husserl, Bertrand Russell, Willard Van Orman Quine, los positivistas lógicos, Timothy Williamson, Earl Conee y Richard Feldman. Husserl representa la tradición fenomenológica y entiende la evidencia como una forma de conciencia en la que hay un acceso intuitivo inmediato a las cosas. Russell, Quine y los positivistas lógicos pertenecen a la tradición empirista y sostienen que evidencia consiste en datos sensoriales, estimulaciones de los receptores sensoriales u oraciones de observación. Según Williamson, todo conocimiento y solo conocimiento es evidencia. Conee y Feldman argumentan que solo los estados mentales actuales deben considerarse evidencia.

### En la epistemología
La intuición guía dentro de la epistemología respecto al papel de evidencia es que es lo que justifica las creencias. Por ejemplo, la experiencia auditiva de Phoebe de oír música justifica su creencia de que los altavoces están encendidos. Las evidencias deben ser poseídas por el creyente para desempeñar este papel. Por lo tanto, las experiencias de Phoebe pueden justificar sus propias creencias, pero no las creencias de los demás. Algunos filósofos sostienen que la posesión de evidencias se limita a los estados mentales conscientes, como los datos sensoriales. Este punto de vista tiene la consecuencia implausible de que muchas creencias cotidianas simples no estarían justificadas. La visión más común es que todo tipo de estados mentales, incluidas las creencias mantenidas que actualmente son inconscientes, pueden servir como evidencia. A veces se argumenta que tener un estado mental capaz de justificar otro no es suficiente para que ocurra la justificación. Esta línea de pensamiento se basa en la idea de que una creencia justificada debe estar vinculada a, o fundamentada en, el estado mental que sirve como evidencia. Así, la creencia de Phoebe de que los altavoces están encendidos no está justificada por su experiencia auditiva si la creencia no se basa en esa experiencia. Este sería el caso, por ejemplo, si Phoebe tiene tanto la experiencia como la creencia, pero no es consciente del hecho de que la música es producida por los altavoces.
A veces se argumenta que solo los estados mentales proposicionales pueden desempeñar este papel, una posición conocida como "proposicionalismo". Un estado mental es proposicional si es una actitud dirigida hacia un contenido proposicional. Estas actitudes suelen expresarse con verbos como "creer" junto con una oración usando "que", como en "Robert cree que la tienda de la esquina vende leche". Tal punto de vista niega que las impresiones sensoriales puedan servir como evidencia. Esto se usa a menudo como un argumento en contra de este punto de vista, ya que las impresiones sensoriales generalmente se tratan como evidencia. El proposicionalismo a veces se combina con la opinión de que solo las actitudes hacia las proposiciones verdaderas pueden contar como evidencia. Según este punto de vista, la creencia de que la tienda de la esquina vende leche solo es evidencia para la creencia de que la tienda de la esquina vende productos lácteos si la tienda de la esquina realmente vende leche. En contra de esta posición, se ha argumentado que las evidencias pueden ser engañosas, pero siguen contando como evidencias.
Esta línea de pensamiento a menudo se combina con la idea de que las evidencias, proposicionales o de otro tipo, determinan qué estados de creencia son racionales. Sin embargo, puede ser racional tener una creencia falsa. Este es el caso cuando tenemos evidencias engañosas. Por ejemplo, en la película Matrix, era racional para Neo creer que vivía en el siglo XX porque todas las evidencias apoyaban su creencia, aunque esas evidencias eran engañosas, ya que formaban parte de una realidad simulada. Este relato de la evidencia y la racionalidad también puede extenderse a otras actitudes doxásticas, como la incredulidad y la suspensión de la creencia. Así, la racionalidad exige no solo que creamos algo si tenemos evidencia decisiva a favor, sino también que descreamos algo si tenemos evidencia decisiva en contra, y que suspendamos la creencia si carecemos de evidencia decisiva.

### En la fenomenología
El significado del término "evidencia" en la fenomenología muestra muchos paralelismos con su uso epistemológico, pero se entiende en un sentido más restringido. Por lo tanto, la evidencia aquí se refiere específicamente a la cognición intuitiva, que se describe como "dada por sí misma" (selbst-gegeben). Esto contrasta con la intención vacía, en la que uno se refiere a hechos con una cierta opinión, pero sin una presentación intuitiva.  Por eso, la evidencia a menudo se asocia con la controvertida tesis de que es un acceso inmediato a la verdad. En este sentido, el fenómeno evidentemente dado garantiza su propia verdad y, por lo tanto, se considera indubitable. Debido a este estatus epistemológico especial de la evidencia, se considera en la fenomenología como el principio básico de toda la filosofía. En esta forma, representa el fundamento más bajo del conocimiento, que consiste en cogniciones indubitables y sobre el cual se construye todo el conocimiento posterior. Este método basado en la evidencia está destinado a hacer posible que la filosofía supere muchos de los desacuerdos tradicionalmente no resueltos y se convierta así en una ciencia rigurosa. Esta pretensión de gran alcance de la fenomenología, basada en la certeza absoluta, es uno de los puntos centrales de la crítica de sus oponentes. Así, se ha argumentado que incluso el conocimiento basado en una intuición evidente es falible. Esto puede verse, por ejemplo, en el hecho de que también entre los fenomenólogos hay muchos desacuerdos sobre las estructuras básicas de la experiencia.

### En la filosofía de la ciencia
En las ciencias, evidencia se entiende como lo que confirma o desconfirma hipótesis científicas. El término "confirmación" se utiliza a veces como sinónimo de apoyo evidencial (evidential support). Las mediciones de la órbita "anómala" de Mercurio, por ejemplo, se consideran evidencia que confirma la teoría general de la relatividad de Einstein. Esto es especialmente importante para elegir entre teorías en competencia. Así, en el caso anterior, la evidencia desempeña el papel de árbitro neutral entre las teorías de la gravedad de Newton y de Einstein. Esto solo es posible si las evidencias científicas son públicas y no controvertidas, de modo que los representantes de las teorías científicas en competencia estén de acuerdo sobre las evidencias disponibles. Estos requisitos sugieren que las evidencias científicas no consisten en estados mentales privados, sino en objetos o eventos físicos públicos.
A menudo se afirma que las evidencias preceden en cierto modo a las hipótesis que confirman. Esto a veces se entiende como una prioridad temporal, es decir, que primero se llega a las evidencias y después se forma la hipótesis por inducción. Sin embargo, este orden temporal no siempre se refleja en la práctica científica, en la que los investigadores experimentales buscan evidencia específica para confirmar o refutar una hipótesis ya existente. Los positivistas lógicos, en cambio, sostenían que esta prioridad es de naturaleza semántica, es decir, que el significado de los términos teóricos utilizados en la hipótesis está determinado por lo que se consideraría evidencia para ellos. Los contraejemplos a este punto de vista surgen del hecho de que nuestra idea de lo que cuenta como evidencia puede cambiar mientras los significados de los términos teóricos correspondientes permanecen constantes. La visión más plausible es que esta prioridad es de naturaleza epistémica, es decir, que nuestra creencia en una hipótesis está justificada sobre la base de la evidencia, mientras que la justificación para creer en la evidencia no depende de la hipótesis.
Un tema central para el concepto científico de evidencia es el problema de la subdeterminación, es decir, que las evidencias disponibles apoyen igualmente bien las teorías en competencia. Por ejemplo, las evidencias de nuestra vida cotidiana con respecto a la naturaleza de la gravedad confirman igualmente bien las teorías de la gravedad de Newton y de Einstein y, por lo tanto, no pueden establecer un consenso entre los científicos. Pero en tales casos, a menudo es la acumulación gradual de evidencia la que finalmente conduce a un consenso emergente. Este proceso basado en la evidencia, que lleva al consenso, parece ser una característica de las ciencias que otros campos no tienen.
Otro problema con la interpretación de la evidencia en el sentido de confirmación de hipótesis es que lo que algunos científicos consideran evidencia ya puede contener varias suposiciones teóricas que otros científicos no comparten. Este fenómeno se conoce como carga teórica. Algunos casos de carga teórica son relativamente poco controvertidos, por ejemplo, que los números mostrados por un medidor requieren suposiciones adicionales sobre cómo funciona ese medidor y sobre lo que se midió para ser considerado evidencia significativa.  Otros casos putativos son más controvertidos, por ejemplo, la idea de que diferentes personas o culturas perciben el mundo a través de esquemas conceptuales diferentes e inconmensurables, lo que lleva a impresiones muy diferentes sobre lo que es el caso y qué evidencias están disponibles. La carga teórica amenaza con comprometer el papel de la evidencia como árbitro neutral, ya que estas suposiciones adicionales podrían favorecer algunas teorías sobre otras. Esto también podría socavar un consenso, ya que es posible que las diferentes partes ni siquiera puedan ponerse de acuerdo sobre cuáles son las evidencias.  Entendido en el sentido más amplio, no es controvertido que existe cierta forma de carga teórica. Sin embargo, es cuestionable si representa una seria amenaza para la evidencia científica si se entiende en este sentido.

## Naturaleza de la relación evidencial
El término "relación evidencial" se refiere a la relación entre una evidencia y la proposición apoyada. El tema de la naturaleza de la relación evidencia tiene que ver con la cuestión de cómo debe ser esta relación para que una cosa justifique una creencia o confirme una hipótesis. Las teorías importantes en este campo son el enfoque probabilístico, el hipotético-deductivismo y el enfoque de la instancia positiva.
Los enfoques probabilísticos, también llamados teoría bayesiana de la confirmación, explican la relación evidencial en términos de probabilidades. Asumen que el único aspecto necesario de las evidencias es que su existencia aumenta la probabilidad de que la hipótesis sea verdadera. Esto se puede expresar matemáticamente como {\displaystyle P(H\mid E)>P(H)}. En palabras: Una evidencia (E) confirma una hipótesis (H) si la probabilidad condicional de esta hipótesis relativa a la evidencia es mayor que la probabilidad incondicional de la hipótesis sola. Por ejemplo, humo (E) es evidencia para fuego (H) porque ambos generalmente ocurren juntos, por lo que la probabilidad de fuego si hay humo es mayor que la probabilidad de fuego solo. Según este punto de vista, las evidencias son algo así como indicaciones o síntomas de la verdad de la hipótesis. Se ha objetado que este enfoque es demasiado liberal porque permite generalizaciones aleatorias como evidencia. Por ejemplo, encontrar un euro en el bolsillo aumenta la probabilidad de la hipótesis de que "todas las monedas en mi bolsillo son euros". Sin embargo, según Alvin Goldman, esto no debe considerarse evidencia para esta hipótesis, ya que no existe ninguna conexión de ley de la naturaleza entre este euro y las otras monedas en el bolsillo.
El hipotético-deductivismo es un enfoque no probabilístico que caracteriza la relación evidencial con respecto a las consecuencias deductivas de la hipótesis. Según este punto de vista, "la evidencia de una hipótesis es una consecuencia observable real de esa hipótesis". Un problema con la caracterización anterior es que las hipótesis suelen contener relativamente poca información y, por lo tanto, tienen pocas o ninguna consecuencia deductiva observable. Por ejemplo, la hipótesis de que hay un fuego no conduce en sí misma a que se observe humo. En cambio, hay que hacer varias suposiciones adicionales sobre la ubicación del humo, el fuego, el observador, las condiciones de iluminación, las leyes químicas, etc. De este modo, la relación evidencial se convierte en una relación ternaria entre evidencia, hipótesis y suposiciones adicionales. Esto significa que la cuestión de si una cosa es evidencia para una hipótesis depende de las suposiciones adicionales que se tiene. Este enfoque encaja bien con varias prácticas científicas. Por ejemplo, es frecuente que los científicos experimentales tratan de encontrar evidencias que confirmen o refuten una teoría propuesta. El enfoque hipotético-deductivo puede utilizarse para predecir lo que tendría que observarse en un experimento si la teoría fuera verdadera. De este modo, se explica la relación evidencial entre experimento y teoría. Un problema con este enfoque es que no puede distinguir entre casos relevantes y ciertos casos irrelevantes. Así, si humo es evidencia para la hipótesis "hay un fuego" entonces también es evidencia para conjunciones que incluyen esta hipótesis, por ejemplo, "hay un fuego y Sócrates era sabio" aunque la sabiduría de Sócrates es irrelevante aquí.
Según el enfoque de la instancia positiva, una oración de observación es evidencia para una hipótesis universal si la oración describe una instancia positiva de esa hipótesis. Por ejemplo, la observación de que "este cisne es blanco" es una instancia de la hipótesis universal de que "todos los cisnes son blancos". Este enfoque puede formularse precisamente en la lógica de primer orden: una oración es evidencia de una hipótesis si el "desarrollo de la hipótesis" se deriva de ella. Entendido intuitivamente, el desarrollo de la hipótesis es lo que diría la hipótesis si se restringiera solo a los individuos nombrados en las evidencias. En el caso anterior, tenemos la hipótesis "{\displaystyle \forall x(Cisne(x)\rightarrow Blanco(x))}" (todos los cisnes son blancos) que, cuando se restringe al dominio "{{\displaystyle a}}", que solo contiene el individuo mencionado en la evidencia, da como resultado la evidencia, es decir, "{\displaystyle Cisne(a)\land Blanco(a)}" (este cisne es blanco). Una deficiencia importante de este enfoque es que presupone que la hipótesis y la evidencia están formuladas en el mismo vocabulario, es decir, que utilizan los mismos predicados, como "{\displaystyle Cisne}" o "{\displaystyle Blanco}" en el ejemplo anterior. Pero muchas teorías científicas postulan objetos teóricos, como electrones o cuerdas en física, que no son directamente observables y, por lo tanto, no pueden aparecer en las evidencias como se conciben aquí.

## Historia

### Filosofía tradicional
Se consideran dos situaciones diferentes:
1.- La percepción o intuición de un objeto de tal manera que se establece directamente la evidencia en la conciencia.
La filosofía tradicional escolástica consideraba que tal percepción era consecuencia de una intención primera o “simple aprehensión” en la que no hay posibilidad de error; hoy día llamaríamos “creencia" o “juicio”:
- El gato que está ahí en tanto que lo percibo como una unidad de significación, es decir, como una «cosa», un «hecho» o «suceso», en definitiva un «objeto» en la conciencia.

La intuición sensible es común a todos los seres vivos en su adaptación al entorno, y es el primer grado de conocimiento referido a la sensibilidad o conocimiento sensible.
Cuando lo que se percibe adquiere una unidad de objeto acompañado de memoria, como en los animales superiores, se constituye un segundo grado de conocimiento, la experiencia, como señala Aristóteles; y en la unidad de la experiencia en el hombre la elaboración de un concepto. Esa intuición también se produce a nivel "intelectual" a partir de relaciones entre conceptos que tienen su origen en la experiencia sensible.

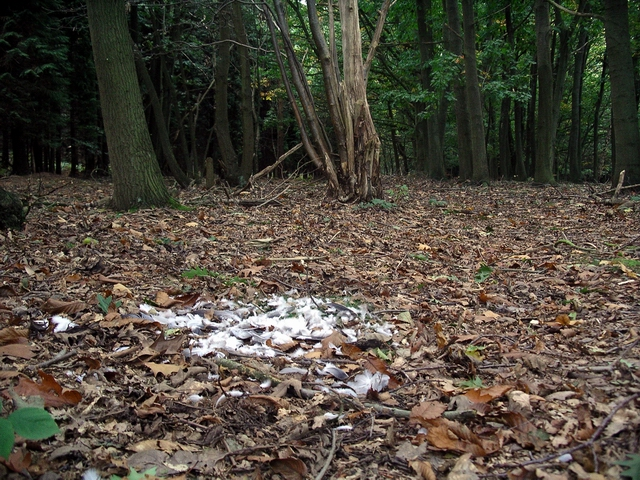
"Se ha cazado y desplumado una paloma". ¿Es evidente?

2.- Enunciar dicha percepción como afirmación que expresa una creencia evidente que fundamenta la certeza de su validez como conocimiento verdadero:
- Sobre el hecho de estar viendo eso que identificó como "gato", creo con evidencia y afirmo como realidad que se corresponde a algo real: Eso que está ahí es un gato;
- Sobre un concepto elaborado por mi imaginación: Pegaso" es un caballo con alas;
- Sobre conceptos elaborados a partir de experiencias: el hombre es un animal racional;
- Sobre conceptos definidos lógicamente por la propia razón como relaciones formales: La raíz cuadrada de cuatro es dos.
- Sobre conceptos elaborados a partir de reacciones afectivas y valorativas sobre lo bueno-malo; útil-inútil; bello-feo; adecuado-inadecuado; etc.: Matar es malo o No se debe matar

En el primer caso, el de el gato que está ahí, la evidencia se aplica al conocimiento de un objeto con independencia de su formulación lingüística. Los escolásticos la llamaron evidencia ontológica.
Los demás casos se refieren al conocimiento contenido en un enunciado: evidencia epistemológica.
Asimismo los escolásticos distinguían:
Evidencia de verdad que se aplica al objeto y manifiesta la verdad del conocimiento.
Evidencia de credibilidad que manifiesta la certeza de la afirmación: La posesión de la verdad por el sujeto que conoce.
La posesión de la verdad (como creencia subjetiva) admite grados y da lugar a:
- La certeza: posesión perfecta de la verdad, que se manifiesta en la afirmación.
- La opinión: grado imperfecto de posesión; se afirma, pero se admite la posibilidad de error, es decir, de que la contradictoria también pudiera ser verdadera.
- La duda: cuando la imperfección del conocimiento es tal que solo es posible enunciar la igualdad de posibilidad de posibles afirmaciones como enunciados contradictorios, y por lo tanto no se produce afirmación alguna.

Consideraron también la evidencia con respecto al objeto de que se trate:
Evidencia formal: Se trata de la evidencia de una proposición cuyo contenido de verdad es lógico-formal: Si todos los elefantes tienen alas y todos los seres alados vuelan, entonces los elefantes vuelan.
Evidencia material: Ahora está lloviendo y el suelo está mojado.
Evidencia moral: La evidencia y su expresión tienen un contenido de "valor moral": No se debe robar. Matar es pecado.
Parecería que sobre la evidencia no debería existir ninguna duda ni problema. Debería ocurrir que cuando afirmamos con plenitud, sin sombra de duda, es porque tenemos evidencia de la verdad de su contenido. Y cuando opinamos es porque la afirmación no se basa en una evidencia plena sino parcial.
De hecho la conciencia vulgar, no crítica, considera el conocimiento, sin más, algo objetivo y, con las circunstancias adecuadas, intuitivamente verdadero. Cuando las circunstancias no son las adecuadas, la evidencia no es perfecta y sólo permite una afirmación débil: la opinión.
Tal era el supuesto sobre el que filosofaron los antiguos para quienes el tema de la evidencia no supuso un problema de especial relevancia, puesto que se basaba en un fundamento metafísico del conocimiento al que correspondía una actitud contemplativa.

### Edad Moderna
Pero dicha situación cambió de forma radical en la Edad Moderna, a partir del planteamiento cartesiano y la exigencia de certeza en la afirmación del conocimiento científico y filosófico.

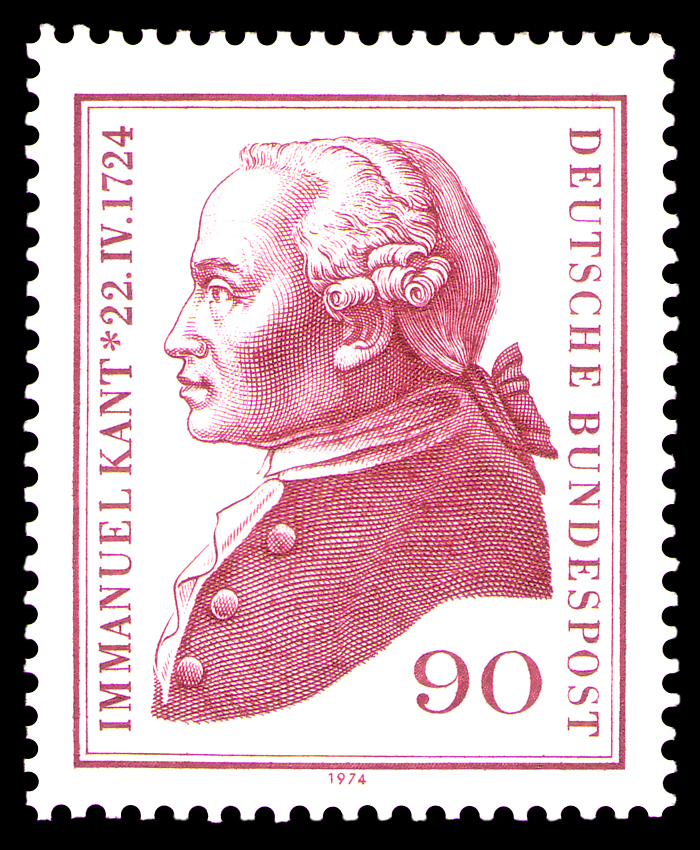
Sello alemán de correos (90 peniques), emitido en 1974 para conmemorar los 250 años del nacimiento de Immanuel Kant

Tanto los racionalistas como los empiristas reconocieron la evidencia formal y su consistencia en sentido epistemológico en la deducción a partir de unos principios considerados evidentes, considerando que las deducciones son evidencias sucesivas de tipo formal según las leyes lógico-matemáticas, como relación de ideas. Hoy dicho procedimiento se concibe bajo el concepto de análisis.
Pero:
- Para los racionalistas, el conocimiento de los objetos reales más allá de la conciencia está garantizada a partir de la confianza en la Bondad de Dios, como principio e idea innata del entendimiento, pues Dios no podría hacer que viviéramos permanentemente engañados.[66]

- Para los empiristas, al no aceptar las ideas innatas, no existe la posibilidad de evidencia más allá de la formalidad de la “relación de ideas”; pues la única fuente de conocimiento no formal, es decir con contenido material, de hecho, se da en la experiencia. La existencia de objetos más allá de la conciencia, si bien no se negaba, tampoco podía ser afirmada con certeza.

Kant intenta realizar una síntesis que hiciera posible la justificación del hecho del conocimiento científico universal y necesario pero cuyas verdades no fueran meramente formales y analíticas sino que pudieran ser materiales, es decir con contenido en el mundo de la experiencia. Para ello intenta justificar la posibilidad y existencia de unos juicios sintéticos a priori, que serían los juicios propios de la ciencia: Universales y necesarios, por ser a priori, pero sintéticos porque amplían el conocimiento en su contenido material al extender los posibles predicados con independencia de la noción del sujeto.
El conocimiento expresado en enunciados (o juicios), como pensaba Kant:
| VERDAD            | CONDICIÓN                | ORIGEN                                                                             | JUICIO                                                                                    | EJEMPLO                                                                                              |
| Verdad de hecho   | Contingente y particular | A posteriori; depende de la experiencia                                            | Sintético: amplía el conocimiento. El predicado no está contenido en la noción del sujeto | Tengo un libro entre las manos                                                                       |
| Verdad de Razón   | Necesaria y Universal    | A priori; no depende de la experiencia                                             | Analítico: El predicado se encuentra en la noción del sujeto                              | Todos los mamíferos son animales                                                                     |
| Verdad científica | Universal y necesaria    | A priori; no depende de la experiencia, pero únicamente se aplica a la experiencia | Sintético a priori: amplía el conocimiento. Solo aplicable a los fenómenos                | Los cuerpos se atraen en razón directa de sus masas y en razón inversa al cuadrado de sus distancias |

Pero la cuestión de tales juicios resulta menos relevante que el problema que plantea acerca de los límites del conocimiento. Los juicios sintéticos a priori, es decir la ciencia, únicamente son posibles en su referencia a lo fenoménico, es decir, al campo de la experiencia posible. La realidad como noúmeno sólo puede ser pensada, no conocida.
La evidencia es un producto de la conciencia respecto a su percepción o idea o concepto y desconectada de lo real:
- Si no podemos trascender a la propia conciencia, ¿qué relación existe entre lo real y nuestra percepción? ¿Es una relación causal?

- Si la causa es una relación de ideas, como dice Hume, o un concepto a priori del entendimiento como dice Kant, no podemos conocer lo real. ¿Qué es entonces lo real para poder ser comprendido como causa?[71]

#### ElsigloXIXyXX

##### Los idealismos
Los idealismos, de tradición kantiana, desarrollaron los ideales de la razón no en función del orden del conocimiento fundado en la evidencia ontológica sino en la construcción o realización de la Verdad como Ideal de la Razón (pensamiento) que se realiza (se hace real) en la praxis, en la acción. La Razón, con mayúscula, a través de la Humanidad genera la Verdad como realidad a partir de su pensamiento dialéctico.

##### Los positivismos
Los positivismos, de tradición empirista, al grito de “vuelta a las cosas” estimaron que el experimento y la inducción eran suficientes para la justificación del conocimiento científico. Los éxitos constantes del progreso en el conocimiento científico y el dominio de la naturaleza parecieron suficientes para dar por supuesto que lo real era todo aquello que se puede contar, medir o pesar. La evidencia es material y formalizable según la lógica y las matemáticas por más que la relación entre lo material de la experiencia y lo formal lógico-matemático no pueda ser mostrada. El componente formal, lógico-matemático, hace posible, realiza y construye la ciencia como necesaria y universal.

##### La fenomenología
Husserl pretendió encontrar una evidencia intuitiva, (intuición de esencia) a través del análisis fenomenológico; lo que viene a dar lugar a una especie de intuición trascendental, en sentido kantiano, que restaura, de alguna forma, la intuición clásica de la objetividad del conocimiento.

## Relación a otros conceptos

### Conocer y saber
Diferenciamos, de un modo técnico y formalizado
| Ejemplo de una evidencia justificada en el conocimiento y la memoria |
| --- |
| Me subo al avión porque lo he hecho otras veces y he visto volar muchas veces a los aviones y confío, creo que la experiencia se va a repetir, considerando que la “causa” de que siempre ocurra esto es que las cosas son así: los aviones vuelan es un hecho evidente. |
| Ejemplo de una evidencia justificada en el saber de la ciencia |
| Además sé que el motor al girar produce un chorro de gases que expulsados con fuerza contra el aire por el principio de la acción y reacción el aparato se va a desplazar por la pista; y que una vez alcanzada determinada velocidad la resistencia de las alas contra el aire va a hacer que el aparato por el mismo principio de acción y reacción se eleve a las alturas... |
| Ejemplo de una evidencia justificada en un saber cultural |
| El avión como obra humana racional funciona y vuela porque la razón humana es imagen y semejanza de Dios que ha creado todo y le ha concedido al hombre el poder conocer las leyes naturales e inventar estos aparatos. Pero Dios mantiene en el ser todas las cosas. Si la Voluntad de Dios está en que el avión vuele a Barcelona así será y mi confianza reside en Dios.     |

Conocer, y su producto el conocimiento, va ligado a una evidencia que consiste en la creencia basada en la experiencia y la memoria y es algo común en la evolución de los seres naturales concebidos como sistemas, a partir de los animales superiores.
Saber, por su parte requiere, además de lo anterior, una justificación fundamental; es decir un engarce en un sistema en el sentido de coherente de sentido, fundado en lo real, más allá del conocimiento del objeto científico del momento presente, como si fuera definitivo y completo. Un sistema que constituye un mundo y hace de este hecho de experiencia algo coherente con un conjunto de otras razones y otros hechos independientes de mi experiencia que, por un lado, ofrecen un "saber qué" es lo percibido y, por otro lado, orientan y definen la conducta, como un "saber hacer" como respuesta adecuada.
Ese conjunto de hechos y razones puede ser el conocimiento científico, la ciencia, pero también la religión, las tradiciones sociales, las ideologías, que expresan el modo como el individuo se inserta en el mundo. Es lo que de forma global entendemos como "creencias" en cuyo seno conocemos el significado e interpretamos su sentido en referencia al mundo como un todo en el que estamos y vivimos.
```

```

...las explicaciones científicas pueden ser más o menos profundas. Si las leyes invocadas en la explicación son justamente leyes de coexistencia y sucesión, la explicación será superficial. Este es el caso de la explicación de un hecho de un individuo sobre la base de que siempre hace tales cosas, o la explicación de la compresión de un gas según el aumento de presión en términos de la ley de Boyle. Necesitamos a menudo tales explicaciones superficiales, pero también necesitamos explicaciones profundas tales como las que se presentan en términos de la constitución y estructura de un gas, los rasgos de la personalidad de un individuo y así sucesivamente.
Bunge, M. Teoría y realidad. op. cit. p. 77-78

Las creencias expresan la coherencia, de pensamiento y acción, dentro de un ámbito cultural y social; y son un elemento fundamental de las mismas el lenguaje que hace posible la expresión y comunicación donde se manifiesta la creencia y por tanto la evidencia justificada como saber en el que fundo mi afirmación y las acciones que la acompañan, pudiendo ser contrastada públicamente con otros en un acuerdo de lenguaje y cultura.
Dentro del campo del saber científico y cultural tenemos que admitir muy diversos grados, y por lo tanto muy diversos grados de evidencias y saberes; pues no es lo mismo el saber expresado en las razones básicas de la explicaciones expresadas al margen sobre la creencia en que el avión volará a Barcelona, que esas mismas razones justificadas por un ingeniero aeronáutico, un físico, o un mecánico en su campo; las que nos daría un técnico comercial para volar en ese avión de determinada compañía aérea o la que nos podría dar un teólogo que lo justificara coherentemente con su creencia en Dios.
La evidencia de que "esto es un avión y que va a volar", bajo el punto de vista del ”conocimiento”, es decir de la experiencia (fenoménica), es en todos los casos similar; pero las evidencias epistemológicas bajo el punto de vista de "el saber" que fundamentan tal creencia y su afirmación lingüística, como conocimiento válido, en unos casos y en otros son muy diferentes.
Las diversas e infinitas razones y formas de formar discursos coherentes para afirmar que el "avión volará" dan contenido de evidencia y de verdad a la creencia en que el avión volará.
Es sobre las creencias sobre las que construimos nuestras evidencias cognitivas y nuestras acciones y voliciones. Pero el hecho de que las creencias se fundamenten en la experiencia como relación con la realidad, en la que nosotros estamos y somos pero subjetivamente interpretada a través de elementos culturales, empezando por el significado de la percepción interpretado por el lenguaje, produce evidencias y por tanto saberes individuales y sociales de muy diversa consideración.

### Creencia
Frank P. Ramsey propone una metáfora para indicar cómo podemos entender lo que son las creencias en su relación con lo real. Dice que vienen a ser como un mapa grabado en el sistema (en el ADN, o en determinados aprendizajes, añadimos nosotros) que nos guían o mejor nos orientan en el mundo para encontrar la satisfacción de nuestras necesidades.
Tales mapas no nos dicen “lo que son las cosas”, sino que nos muestran las formas de la conducta adecuada hacia la satisfacción de nuestras necesidades en el campo del mundo percibido en la experiencia.
¿Dónde residen y cómo actúan tales mapas? la investigación biológica, la genética, la etología, la neurofisiología, incluso en los casos particulares la psicología lo tendrán que ir desvelando. La lingüística en general, la Semiótica y la gramática generativa de Chomsky nos muestran ya un camino similar respecto a la formación del signo, el lenguaje y las lenguas.  Es un tema de indudable transversalidad.
Como dice Eco en referencia al hecho del reconocimiento de la naturaleza semiótica de nuestra relación con los entes, criticando a Heidegger:

Los entes que nos salen al encuentro no son sólo objetos "utilizables": son también el teclado de las pasiones que bien conocemos, porque son la manera en la que otros nos han enseñado a estar comprometidos con el mundo.
Eco. op. cit. p.38

y retomando el Objeto Dinámico de Peirce reprocha a la lingüística no haber tomado en consideración el hecho semiótico como “término a quo”:

el Objeto Dinámico es Algo-que-nos-da-patadas y nos dice “¡habla!” o “¡habla de mí!” o aún más “¡Tómame en consideración!”
Ibid.

Lo que en nuestro caso equivaldría a mostrarse llamando nuestra atención en un ámbito de realidad para que le “aprehendamos” antes siquiera de poder hablar de él comprendiéndolo. Es el momento de la conexión con lo real como sistema, tanto del objeto como del sujeto.

Mucho antes que una formalidad de signo y significado de la percepción sensible y significado lógico-conceptual, se establecen una serie de relaciones materiales de contenido:
- Como reacción de componentes o sucesos elementales en el campo de lo físico. (luz-color; vibraciones-sonidos; emanación de gases-olor; choque y rozamiento-tacto; etc.).[103]

- Como adaptación o tendencia o instinto en el plano biológico. (atención; miedo; emociones diversas).[104]

- En los animales superiores y el hombre como intencionalidad, a partir de creencias primarias,[105] adquieren esos contenidos una unidad de significado, construyendo experiencias y generando creencias sucesivas. (curiosidad, huida, ayuda al semejante, pedir auxilio, consolar al herido, etc.)

- En el hombre, finalmente, expresando su cognición (como suceso o cosa y como valor) mediante el lenguaje y comunicación social una afirmación como juicio expresable.

Lo que, de manera esencial, plantea la relación de la creencia con la verdad del conocimiento.
La percepción de realidad como respuesta primaria no puede ser errónea, interacciones físicas como fuente de las percepciones; pero las respuestas a medida que intervienen sistemas más complejos de adaptación, intencionalidad e interpretación cognitiva según el sistema es cada vez más variada; siempre la “interpretación” pretenderá responder a “lo que es en realidad”, resultado de la interacción del sistema y el entorno pues el "ser en realidad" se constituye por ambos. Pues el considerado sujeto y el considerado objeto de la filosofía tradicional pertenecen ambos al sistema en el mismo entorno de realidad.

En resumidas cuentas, presentaré una perspectiva según la cual la mente no "copia" simplemente un mundo que sólo admita la descripción de la Teoría Verdadera. Pero, desde mi punto de vista, la mente no construye el mundo (ni siquiera en cuanto que estado sujeta a la constricción impuesta por "cánones metodológicos" y "sense-data" independientes de la mente). Y si es que nos vemos obligados a utilizar lenguaje metafórico, dejemos que la metáfora sea ésta: la mente y el mundo construyen conjuntamente la mente y el mundo (o, haciendo la metáfora más hegeliana, el Universo construye el Universo- desempeñando nuestras mentes (colectivamente) un especial papel en la construcción.
Hilary Putnam. op. cit. p. 12-13

Las interpretaciones de la realidad sobre las que construimos nuestras evidencias son muy diferentes. No se trata de que "una" sea la verdadera y las demás "falsas", como suele considerar la conciencia no crítica o las explicaciones feroces. Tampoco se trata de que todas sean "opinables" de la misma manera y consistencia y con el mismo valor de verdad. No cabe duda de que algunas son más acordes con una justificación racional que otras, "son más razonables". Otras son claramente "falsas". Pero todas representan evidencias con valores de verdad diferentes, según el contexto o "campo de realidad" en el que se establece un "punto de vista"; según el cual se informa el conocimiento de lo que "es en realidad", como dice Zubiri, porque la razón no solo comprende lo que es en realidad, sino que complica y colige abriendo nuevas perspectivas de conocimiento y saber.
Seguramente lo que "percibimos" nosotros desde un balcón, tiene poco que ver con lo que está percibiendo el director en la calle rodando una película; porque su "punto de vista", su campo de realidad, es también diferente.
Las sucesivas experiencias y aprendizajes individuales y sociales generan nuevos esquemas de conducta e interpretación que configuran un determinado sistema de creencias, un mundo individual al mismo tiempo que social y cultural. Pautas y esquemas de conducta más complejos y aprendidos tanto mediante experiencia individual como culturalmente por imitación y adaptación a un entorno cultural, que en cierto sentido es una "experiencia acumulada".
Quien sin formación alguna califica de cualquier manera la realidad de lo percibido, por ejemplo, "He visto un asesinato", que no tiene contenido sensible, lo hará de manera muy diferente que una persona con formación jurídica quien tendrá en cuenta muchas más cosas antes de pronunciar su calificación de lo que ha “ocurrido en realidad”, pues la “coherencia” de su visión y calificación tendrá un fundamento de experiencia y cultura que hace posible un ámbito de realidad más amplio y diferente.
A veces los animales tienen fallos en sus "creencias" y cometen errores. No digamos nada los hombres, pues su mundo es también más complejo. Pero de forma general aunque puedan llevar indudablemente a errores objetivos, sin embargo, pueden significar aciertos subjetivos indudables respecto a la adaptación del individuo o del grupo.
El creyente invoca a Santa Lucía para que le cure la vista. Si tiene éxito, refuerza su creencia y agradecimiento. Pero si no sana, la propia creencia, como sistema de creencias en su conjunto, y los grupos e instituciones sociales que la sustentan, le ayudan a afrontar el hecho de la pérdida de la vista mediante un discurso que no solo justifica la creencia sino que le puede aportar un sentido nuevo a esta situación en su vida y su mundo. Lo cual no es poco alivio en una pérdida tan importante.
Los grupos sociales encuentran su identidad y formas de comportamiento en creencias, bien sean religiosas, ideológicas, de poder social, de ocio, etc. Tales creencias formulan un conjunto de "evidencias indiscutibles" las "esencias" que justifican y fundamentan su acción social como "verdades fundamentales" que generan nuevas y continuas evidencias.
La ciencia genera tales creencias como "paradigmas" sobre los cuales se sustenta la investigación.
La tradición cumple un papel fundamental en la cimentación de lo social.
Lo que nos lleva a la necesidad de una hermenéutica de los discursos y a la fundamentación del discurso que pueda ser considerado más próximo al conocimiento de lo real: el discurso científico. En cualquier caso la propia ciencia, la filosofía, la literatura o el arte en general y la propia dinámica cultural y social, desbordarán siempre el discurso científico abriendo horizontes de nuevos metadiscursos respecto a la propia ciencia, a los contenidos culturales y sociales, a la vida cotidiana, el ejercicio del poder o la acción moral y política.

### Lenguaje
Karl Popper viene a considerar las creencias como "teorías o hipótesis" inseguras con las cuales construimos nuestro mundo particular y cultural en el que vivimos de manera prácticamente inconsciente, como el suelo que pisamos. Pero mediante el lenguaje:

El desarrollo del lenguaje es lo que nos permite proponer hipótesis fuera de nosotros. Hasta el desarrollo del lenguaje el portador de la hipótesis era más o menos idéntico con la hipótesis, del mismo modo que el portador de nuestros ojos y oídos es más o menos idéntico con el sistema al que pertenecen los ojos y los oídos. Pero con el desarrollo del lenguaje se hace posible sacar de nosotros y proponer ante nosotros nuestras hipótesis. Y con ello se hace posible criticar las hipótesis; luchar contra las hipótesis y eventualmente liquidarlas, en lugar de liquidarnos unos a otros.
Popper. op. cit. p. 25

### Verdad
Se podría decir que la experiencia es a priori y el método a posteriori. Mas esto solamente resulta verdadero como una indicación, ya que la verdadera experiencia no puede darse sin la intervención de una especie de método. El método ha debido estar desde un principio en una cierta determinada experiencia, que por la virtud de aquél llega a cobrar cuerpo y forma, figura. Mas ha sido indispensable una cierta aventura y hasta una cierta perdición en la experiencia, un cierto andar perdido el sujeto en quien se va formando. Un andar perdido que será luego libertad.
Zambrano, M. Delirio y destino: los veinte años de una española. 1989. Madrid. Mondadori. p. 133

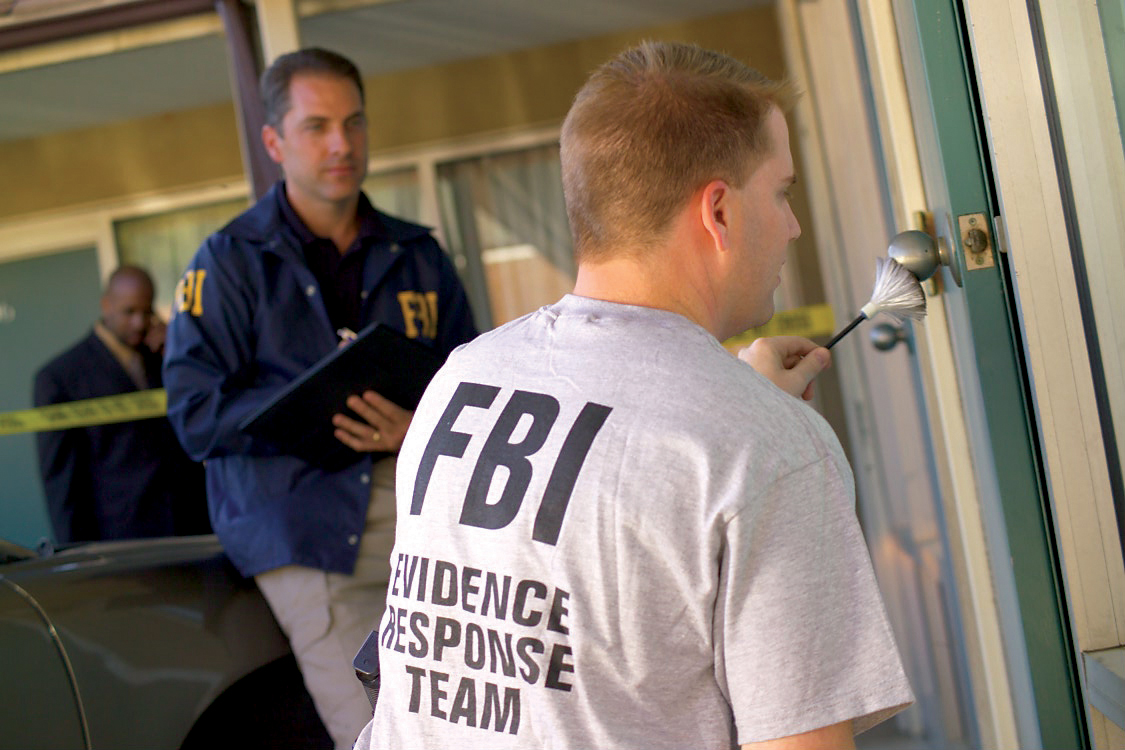
La evidencia científica requiere esfuerzo e investigación metódica, mediante la teoría y la práctica

Hoy el discurso de investigación científica ya no se dirige, como ha sido durante tanto tiempo, al descubrimiento de "la verdad necesaria eterna e inmutable", sino a una verdad preñada de sentido pragmático en el ordenamiento de nuestra experiencia adecuada a ciertos niveles y contextos.
Lo importante y difícil es el descubrimiento de evidencias nuevas con discursos teóricos razonados y adecuados capaces de sustentar unas experiencias compartidas o compartibles donde dichas evidencias adquieren objetividad científica en su caso, o social (liderazgos políticos y sociales). Rorty considera fundamental en la conformación de experiencias compartidas, sobre todo lo referente a la moral, el papel que juega la Literatura, el cine, etc.
La formación de discursos razonados a partir de ciertas evidencias captadas por individuos capaces de transmitir dichos razonamientos y provocar experiencias comunes es el objetivo de una buena educación científica en la actualidad.
En España el decreto 1467/2007 establece como objetivo para los estudiantes de Bachillerato:
- Conocer y valorar críticamente los temas contemporáneos y sus implicaciones históricas y los factores de su evolución.
- Que se familiaricen con los aspectos de la naturaleza de la ciencia y el uso de los procedimientos científicos que se utilizan para abordar el conocimiento.
- Afianzar el espíritu emprendedor con actitudes de creatividad, flexibilidad, iniciativa, trabajo en equipo.

Y en Inglaterra se establece como objetivo de la asignatura Science in Society que:
- Los alumnos consiguen su calificación a partir de las evidencias que captan, las razones que dan y los argumentos que presentan".
- Tanto si están a favor o en contra de un determinado asunto lo que intentamos es que busquen evidencias, las analicen y basen sus argumentos en ellas.[125]

La investigación científica genera nuevas evidencias en campos de "experiencia posible", frente a la experiencia cotidiana. Así se amplía el campo de la realidad conocida, el mundo. El conocimiento científico ayuda, por su parte, a fijar dichas evidencias como "verdades científicas" y decide si existen criterios suficientes para basar en ellas las creencias. Su éxito radica en que dichas creencias, por vía del éxito, teórico primero y, sobre todo, técnico-práctico después, se conviertan en "creencias socialmente admitidas como "verdades".
Cuando estas verdades constituyen realmente un "progreso" como dominio y explicación del mundo son incorporadas a la "tradición" y cultura y suponen un ahorro enorme en la construcción y el aprendizaje social; aun cuando en muchas ocasiones pueden actuar como prejuicios, sobre todo cuando se vinculan con el ejercicio de "el poder", no obstante son presupuestos culturales de indudable valor.